# ジネオロジー

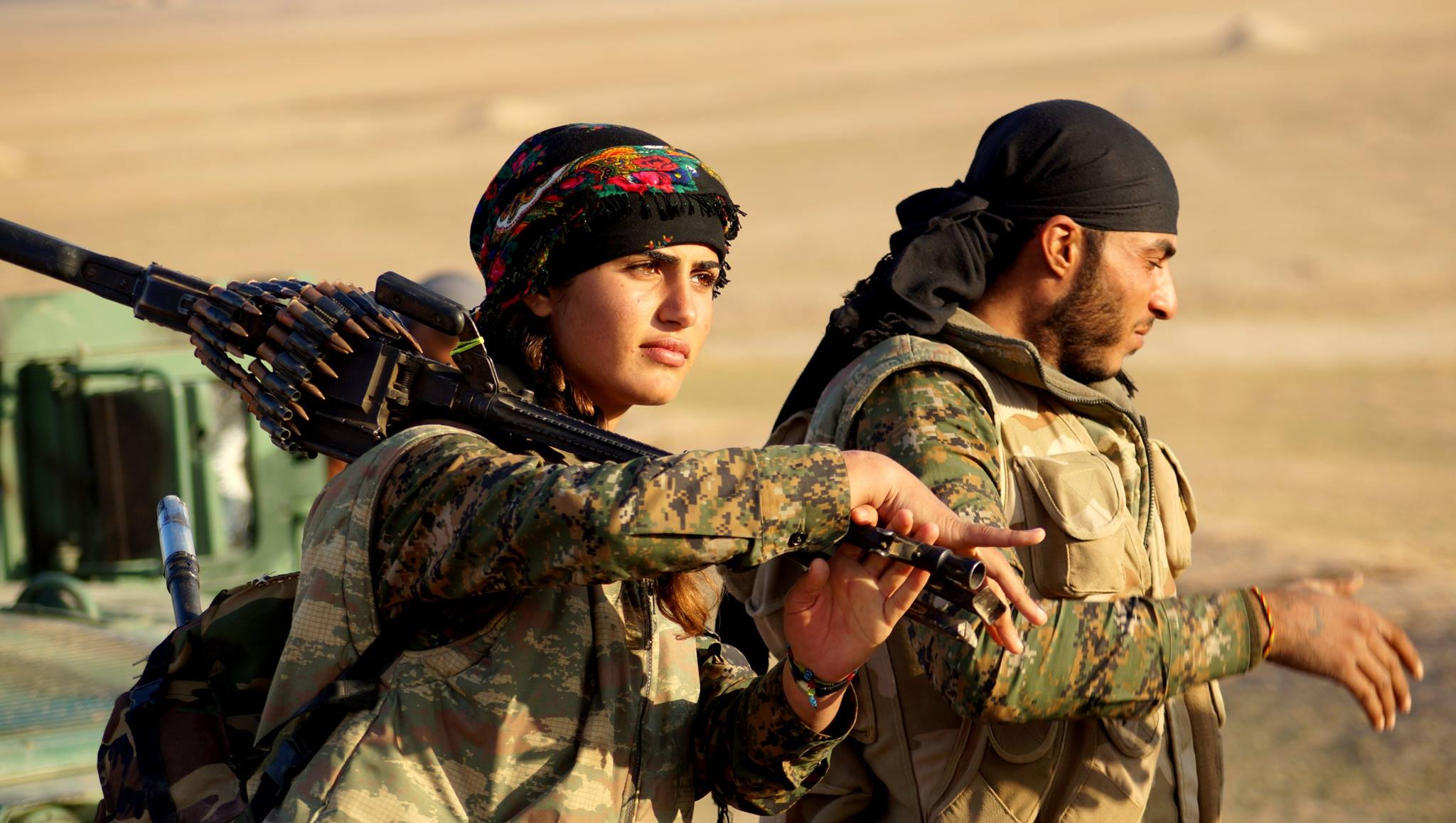
アシア・ラマザン・アンタール (1998–2016) はフェミニストであり、クルド女性防衛部隊 (YPJ) の兵士であった

ジネオロジー (クルド語: Jineolojî)とはフェミニズムとジェンダー平等の一形態である。クルディスタン労働者党(PKK)を代表し、より広くはクルディスタン共同体連合(KCK)の傘下に位置する指導者、アブドゥッラー・オジャランが提唱している思想である。オジャランは、中東社会で女性を束縛している「名誉」に基づく宗教的・部族的ルールを背景とするならば、「女性が自由でない限り、『くに』は自由にはなれない」「女性の自由度が社会全体の自由度を決定する」と述べている。
ジネオロジーは「民主的クルド連邦主義」の一部であり、東シリアにおける事実上のクルド人自治区 (ロジャヴァとして知られる)の統治を支える哲学である。

## 歴史
クルディスタン共同体連合 (KCK) はクルド民主統一党 (PYD) と PKK などを傘下に含む組織である。2005年、KCKは「クルド人独立国家の樹立」という目標を放棄し、代わりに「民主的な連邦主義」を提唱した。2012年にPYDはシリア北部の大部分を掌握し、民主的連邦制のモデルの下での自治を宣言した。この地域はロジャヴァまたは北・東シリア自治政府として知られ、2016年にトルコが侵攻するまではシリア領土の約5分の1を占めていた。PYDの準軍事部隊は、クルド人民防衛隊（YPG）とクルド女性防衛部隊（YPJ）のふたつによって構成されている。
クルドの女性解放運動はPKK の創設者のひとりであるアブドゥッラー・オジャランの理論におおきく依拠している。オジャランは「ジネオロジー」という言葉を作り、ロジャヴァで実施されている民主的連邦制を考案した。

## その定義とイデオロギー
クルド語では、ジン (ژن) という単語は「女性」を意味する。そのためジネオロジーを英語では「science of women」「women's science」と訳すこともある。

『人生を解放する： 女性の革命』Liberating life: Woman's Revolution (2013) の中で、アブドゥッラー・オジャランはこう書いている:
社会がどこまで徹底的に変化できるかは、女性がどこまで変化できたかによって決まる。同じく、女性の自由と平等の水準は、社会のあらゆる階層の自由と平等を決定する……民主主義国家においては、女性の自由は非常に重要である。解放された女性が解放された社会を構成するからである。解放された社会は転じて民主国家を構成する。さらに、男性の役割を逆転させる必要性は革命的に重要である。
クルド労働者党(PKK)の文章「女性解放イデオロギー」は、ジネオロジーは「現代の社会科学が成し得ない格差解消のための基盤的かつ科学的な用語」であり、「社会における女性の自由と、女性を取り巻く状況に対する現実的な気づきがなければ、いかなる社会も自由であると僭称することはできない、という原理の上に打ち建てられている」と記述している。
オジャラン は「女性の自由がなければ、『くに』の自由はあり得ない」と言い、18世紀の社会主義者シャルル・フーリエの言葉を援用しつつ、女性の自由のレベルが社会の自由のレベルを決定すると述べている 。この状況が現出した文脈を理解するには、この地域には女性に対する暴力的な抑圧が遍在しており、「イラク・レバントのイスラム国（ISIL）」の存在が、中東家父長制の倫理「ナムスNamus（美徳）」に基づく女性抑圧の最も過激な部分を示したという環境から捉える必要がある。
国民国家制度の拒否、民主的連邦制度による統治、エコロジー意識と集団的武装による自主持続の促進を含む一連の原則であるジネオロジーは、クルドの女性に受け入れられている。これらの原則は家父長制に対抗する手段と見なされるとともに、資本主義と国家主義に結託する欧米フェミニズムと対照的なものとも見られている。そうであるにもかかわらず、クルド人女性がジオネロジーの原則を受け入れているという事実は、家父長制に挑戦することと、家父長制と他の形を取った覇権との交差性・インターセクショナリティに関係している。
ジネオロジーは、女性は男性より劣っている、あるいは「欠陥がある」存在だという思い込みに異議を唱え、アカデミックな歴史から女性が排除されてきた問題に取り組むために、女性に関する知識を取り戻し研究しようとする学問である。「おんなの仕事」などと伝統的に蔑まれてきた、女性が担ってきた役割の存在を蘇らせて評価することを目的としている。ジネオロジーでは、国民国家は本質的に覇権主義的かつ男性中心主義的であるため、家父長制と密接に結びつき、それを再生産していると認識されている。ジネオロジストは「国家性差別権力主義」という用語を使用することで、これらの覇権の形が分かちがたい存在であることを強調してこの相互関係を説明する。

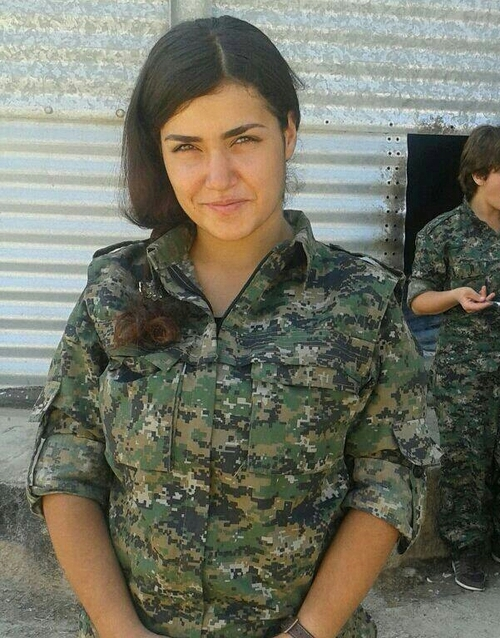
一般的な制服を着用するMember of the クルド女性防衛隊 (YPJ) のメンバー

## ジネオロジーの実践
ジネオロジーはKCKの民主連邦主義の基本理念であり、KCK傘下の民主統一党（PYD）が主導するシリア北部のクルド人の事実上の自治区・ロジャヴァで現に起きているクルド人の社会革命の中心となっている。その結果として、シリア内戦におけるバッシャール・アル・アサド政権およびイラク・レバントのイスラム国（ISIL）とのロジャヴァ紛争で戦うクルド民兵の、40％を女性が占めている。女性たちは、人民防衛部隊（YPG）や女性防衛部隊（YPJ）で男性とともに戦っている。 YPJ では、女性たちはオジャランの政治理論を学んでおり、オジャランの思想に基づいて、このグループの基礎が築かれた。シリア北部の復興に携わる女性たちにとってジネオロジーは、家父長制や実証主義を含むあらゆる形態の覇権を拒否することを目指しているため、少しでも長く続く平和を確立するためには西洋のフェミニズムよりも優れていると考えられている。これは、ジネオロジーがより全身的であり、社会のすべてのメンバーを包括するものと見なされているためである。ロジャヴァ革命の間、男性と女性の両方にジネオロジーとエコロジーを学ぶことが義務付けられ、ジネオロジーは女性の権利に焦点を当てただけの個別の問題として扱われるのではなく、地域の統治モデルに統合されている。
ジネオロジーに基づく「女性を束縛する『名誉』による宗教的・部族的規則を打ち破る」計画は物議を醸しており、とくにシリア北部の社会の保守的な方面では論争を巻き起こしている。ジネオロジーの進展はロジャヴァのクルド女性運動における5つの主要な柱の1つであり、「星の会議」傘下の組織とともに「お互いを守り、ISIL に抵抗し、戦場の真ん中で平等なコミュニティを築くこと」に重点を置いた。ISIL との闘いにおいては、YPG/YPJ は組織内の性差別に抵抗した。トルコ政府による同地域侵攻の状況においては、YPG/YPJ は「これらの国家」による様々な攻撃と散発的な戦闘を行っているが、現在、個々の「セルフディフェンス」の領域はネット上などの「知的ドメイン」における「認識論的攻撃」にまで及んでおり、ロジャヴァの関係者は、各々が決意を固め、自覚を生起することによってこれらの攻撃から自らの身を守ることの権利を主張している。このため女性委員会と青年委員会が設立され、自分たちに関わる決定に対する拒否権が与えられた。また女性アカデミーやアサイシュアカデミー、そしてジネオロジーが存在すること自体がこのためである。ジネオロジーは、「星の会議」女性アカデミーで受講できる一連のコースのうちのひとつとしても提供されている